# Калот андаманський
Калот андаманський (Pseudocalotes andamanensis) — вид ігуаноподібних ящірок родини агамових (Agamidae). Ендемік Індії. Microauris aurantolabium, поширений в Західних Гатах на півдні Індії, раніше вважався конспецифічним з андаманським калотом, однак був визнаний окремим видом.

## Поширення і екологія
Андаманські калоти є ендеміками Андаманських островів, де зустрічаються на Північному, Середньому і Південному Андамані, на Лонг-Айленді та на архіпелазі Річі. Вони живуть у первинних і вторинних вологих тропічних лісах, на висоті до 300 м над рівнем моря. Ведуть деревний спосіб життя.

## Збереження
МСОП класифікує цей вид як вразливий. Андаманським калотам загрожує знищення природного середовища.